# Noyers-sur-Cher
Noyers-sur-Cher – miejscowość i gmina we Francji, w Regionie Centralnym, w departamencie Loir-et-Cher.
Według danych na rok 1990 gminę zamieszkiwały 2603 osoby, a gęstość zaludnienia wynosiła 114 osób/km² (wśród 1842 gmin Centre, Noyers-sur-Cher plasuje się na 139. miejscu pod względem liczby ludności, natomiast pod względem powierzchni na miejscu 564.).